# 엠부현

엠부현

엠부현(Embu County)은 케냐를 구성하는 47개 현 가운데 하나로 현도는 엠부이며 면적은 2,818km2, 인구는 516,212명(2009년 기준)이다. 2013년에 실시된 행정 구역 개편에 따라 동부주에서 분리되어 신설되었다. 서쪽으로는 키리니아가현과 무랑가현, 북쪽으로는 타라카니티현, 동쪽으로는 키투이현, 남쪽으로는 마차코스현과 접한다.

## 같이 보기
- 키리니아가현
- 키투이현
- 마차코스현
- 메루현